# Formula Nippon sezona 2007
Formula Nippon sezona 2007 je bila dvanajsto prvenstvo Formule Nippon, ki je potekalo med 1. aprilom in 16. septembrom 2007.

## Koledar dirk
| Št | Dirkališče | Država   | Datum              | Krogi | Razdalja         | Čas         | Hitrost      | Zmagovalec         | Pole             | Najh. krog       |
| -- | ---------- | -------- | ------------------ | ----- | ---------------- | ----------- | ------------ | ------------------ | ---------------- | ---------------- |
| 1  | Fuji       | Japonska | 1. april 2007      | 65    | 4.796=297.352 km | 1'38:04.095 | 184.997 km/h | Benoît Tréluyer    | Benoît Tréluyer  | Benoît Tréluyer  |
| 2  | Suzuka     | Japonska | 15. april 2007     | 43    | 5.807=296.157 km | 1'18:23.552 | 193.240 km/h | Satoshi Motoyama   | Tsugio Matsuda   | Hiroki Yoshimoto |
| 3  | Motegi     | Japonska | 20. maj 2007       | 62    | 3.704=296.32 km  | 1'44:32.258 | 174.980 km/h | Takashi Kogure     | Tsugio Matsuda   | Takashi Kogure   |
| 4  | Okayama    | Japonska | 10. junij 2007     | 68    | 3.703=251.804 km | 1'36:19.523 | 167.030 km/h | Ronnie Quintarelli | Takashi Kogure   | Tsugio Matsuda   |
| 5  | Suzuka     | Japonska | 8. julij 2007      | 43    | 5.807=296.157 km | 1'47:43.524 | 196.040 km/h | Satoshi Motoyama   | Tsugio Matsuda   | Tsugio Matsuda   |
| 6  | Fuji       | Japonska | 26. avgust 2007    | 65    | 4.796=297.352 km | 1'46:32.147 | 136.771 km/h | André Lotterer     | Satoshi Motoyama | Loic Duval       |
| 7  | Sugo       | Japonska | 16. september 2007 | 62    | 3.737=259.648 km | 1'21:42.519 | 188.717 km/h | Takashi Kogure     | Takashi Kogure   | Naoki Yokomizo   |
| 8  | Motegi     | Japonska | 26. avgust 2007    | 75    | 3.238=242.85 km  | 1'25:01.278 | 180.470 km/h | Takashi Kogure     | Takashi Kogure   | Takashi Kogure   |
| 9  | Suzuka     | Japonska | 16. september 2007 | 43    | 5.807=296.157 km | 1'30:44.272 | 199.780 km/h | Satoshi Motoyama   | Takashi Kogure   | André Lotterer   |

## Rezultati

### Dirkači
| Mesto | Dirkač                 | Država    | Moštvo           | Japonska | Japonska | Japonska | Japonska | Japonska | Japonska | Japonska | Japonska | Japonska | Točke |
| ----- | ---------------------- | --------- | ---------------- | -------- | -------- | -------- | -------- | -------- | -------- | -------- | -------- | -------- | ----- |
| 1     | Tsugio Matsuda         | Japonska  | Team Impul       | 8        | 8        | 6        | 6        | 5        | 0        | 4        | 4        | 5        | 46    |
| 2     | Benoît Tréluyer        | Francija  | Team Impul       | 10       | -        | 5        | 8        | -        | 8        | 8        | 6        | -        | 45    |
| 3     | Takashi Kogure         | Japonska  | Nakajima Racing  | 1        | 6        | 10       | 4        | 0        | -        | 10       | 10       | -        | 41    |
| 4     | Satoshi Motoyama       | Japonska  | Team Impul       | -        | 10       | 3        | 0        | 10       | -        | 5        | 0        | 10       | 38    |
| 5     | André Lotterer         | Nemčija   | TOM'S Racing     | -        | 4        | 8        | -        | 0        | 10       | 2        | 5        | 8        | 37    |
| 6     | Loic Duval             | Francija  | Nakajima Racing  | 6        | 5        | -        | 0        | 0        | 6        | 6        | 8        | -        | 31    |
| 7     | Ronnie Quintarelli     | Italija   | Team Boss Inging | 4        | 3        | 4        | 10       | -        | 2        | 1        | 3        | 0        | 27    |
| 8     | Joao Paulo de Oliveira | Brazilija | Kondo Racing     | -        | 0        | 1        | 5        | 2        | 3        | -        | 1        | 6        | 18    |
| 9     | Björn Wirdheim         | Švedska   | Dandelion Racing | 5        | 0        | 0        | 0        | 8        | 1        | -        | 2        | 1        | 17    |
| 10    | Michael Krumm          | Nemčija   | Team Impul       | 3        | 2        | 2        | 1        | 4        | -        | -        | 0        | -        | 12    |
| 11    | Seiji Ara              | Japonska  | TOM'S Racing     | 0        | -        | 0        | 2        | 0        | 5        | -        | 0        | 4        | 11    |
| =     | Yuji Tachikawa         | Japonska  | Team Cerumo      | 0        | 1        | 0        | 4        | 0        | 4        | 3        | 0        | 0        | 11    |
| 13    | Yuji Ide               | Japonska  | ARTA             | 0        | 0        | 0        | -        | 6        | 0        | -        | -        | 0        | 6     |
| 14    | Tatsuya Kataoka        | Japonska  | Team LeMans      | 2        | -        | -        | 0        | -        | -        | -        | 0        | 3        | 5     |
| 15    | Fabio Carbone          | Brazilija | Dandelion Racing | 0        | 0        | -        | 0        | 3        | 0        | 0        | 0        | -        | 3     |
| =     | Toranosuke Takagi      | Japonska  | Team LeMans      | -        | 0        | 0        | 0        | 1        | 0        | 0        | 0        | 2        | 3     |